# Drosophila tristipennis
Drosophila tristipennis är en tvåvingeart som beskrevs av Oswald Duda 1924. Drosophila tristipennis ingår i släktet Drosophila och familjen daggflugor.
Artens utbredningsområde är Taiwan.